# 合田洋
合田 洋（ごうだ ひろし、1964年10月10日–）は、兵庫県出身の日本のプロゴルファー。所属は大伸工業。

## 経歴
12歳からゴルフを始め、千葉日本大学第一高等学校に進学。卒業後は茨城県の龍ヶ崎カントリー倶楽部に研修生として入り、1984年にプロへ転向。1985年の「美津濃オープン」でデビューを果たすも低迷が続き、
1987年の水戸グリーンオープンでは初日7アンダーで首位に立ち優勝。その後の活躍も目覚しく、1992年には「後楽園カップ」と「スポーツ振興オープン」の両グローイングツアーでも優勝。1993年までは賞金ランキング93位が最高であったが、1994年5月に岐阜県のレイクグリーンGCで開催された日本プロでは最終日を通算7アンダーの首位で迎える。2位・海老原清治に5打差、3位・尾崎将司に6打差という状況で迎えた。しかし尾崎がバーディーを重ねて追い上げる中、合田は15番、16番で連続ボギーとスコアを落とし、1打差となった。18番パー4の2打目、尾崎がパーセーブ容易な場所につけた一方、合田はピンから約30ヤード手前のバンカーに捕まった。一般的にサンドウェッジを使用する状況で合田はパターを選択し、観客からどよめきが起きたが3打目をピンまで約2mに寄せ、パーパットも決めた。結果、尾崎もパーでホールアウトしたため通算5アンダーの合田がツアー初優勝を飾った。同年は3,011万円余を獲得し、賞金ランク39位。
1995年にはワールドカップにも出場。団体は佐々木久行とペアを組み、フレッド・カプルス&デービス・ラブ3世（ アメリカ合衆国）、ロバート・アレンビー&ブレット・オーグル（ オーストラリア）に次ぎ、フランク・ノビロ&マイケル・キャンベル（ ニュージーランド）、ジャン・ヴァン・デ・ヴェルデ&ジャン・ルイ・ゲピー（ フランス）、ダレン・クラーク&フィリップ・ウォルトン（ アイルランド）、ヘンドリック・バーマン&レティーフ・グーセン（ 南アフリカ共和国）、ジャルモ・サンデリン&イェスパー・パーネビック（ スウェーデン）、ラファエル・アラルコン&エステバン・トレド（ メキシコ）、トニー・ジョンストン&マーク・マクナルティ（ ジンバブエ）を抑え、アンドリュー・コルタート&サム・トーランス（ スコットランド）と並ぶ3位タイと健闘。
以後は低迷が続いたが、2003年のアジア・ジャパン沖縄オープンでは最終日を単独首位で迎えたが谷原秀人に逆転され2位タイに終わった。

## 成績

### 日本ツアー優勝 (1)
| 勝数             |
| メジャー (1)     |
| ツアー他大会 (0) |

| No. | 日程             | 大会                 | スコア               | 2位との差 | 2位（タイ） |
| --- | ---------------- | -------------------- | -------------------- | --------- | ----------- |
| 1   | 1994年5月12-15日 | 日本プロゴルフ選手権 | −5 (66-73-67-73=279) | 1打       | 尾崎将司    |